# Peayanus peayi
Peayanus peayi är en insektsart som beskrevs av Nielson 1979. Peayanus peayi ingår i släktet Peayanus och familjen dvärgstritar. Inga underarter finns listade i Catalogue of Life.